# Bundestagswahlkreis Göttingen I
Der Bundestagswahlkreis Göttingen I (Wahlkreis 53) ist ein Wahlkreis in Niedersachsen. Er umfasst den Landkreis Göttingen bis auf die Gemeinden Osterode am Harz, Bad Grund (Harz) und Walkenried sowie die Samtgemeinde Hattorf am Harz. Bei den Bundestagswahlen bis 2021 hieß der Wahlkreis Göttingen.

## Wahlkreisgeschichte
| Wahl      | Wahlkreisname         | Gebiet |
| --------- | --------------------- | --- |
| 1949      | 34 Göttingen – Münden | Stadt Göttingen, Landkreis Göttingen, Landkreis Münden                                                                               |
| 1953–1961 | 56 Göttingen – Münden | Stadt Göttingen, Landkreis Göttingen, Landkreis Münden                                                                               |
| 1965–1972 | 49 Göttingen          | Landkreis Göttingen, Landkreis Münden, Landkreis Duderstadt, vom Landkreis Northeim die Gemeinde Fürstenhagen                        |
| 1976      | 49 Göttingen          | Landkreis Göttingen, vom Landkreis Northeim die Gemeinde Fürstenhagen                                                                |
| 1980–1998 | 49 Göttingen          | Landkreis Göttingen |
| 2002–2005 | 53 Göttingen          | Landkreis Göttingen, vom Landkreis Osterode am Harz die Städte Bad Lauterberg im Harz, Bad Sachsa und Herzberg am Harz               |
| 2009      | 54 Göttingen          | Landkreis Göttingen, vom Landkreis Osterode am Harz die Städte Bad Lauterberg im Harz, Bad Sachsa und Herzberg am Harz               |
| 2013      | 53 Göttingen          | Landkreis Göttingen, vom Landkreis Osterode am Harz die Städte Bad Lauterberg im Harz, Bad Sachsa und Herzberg am Harz               |
| 2017–2021 | 53 Göttingen          | Landkreis Göttingen ohne die Gemeinden Osterode am Harz, Bad Grund (Harz) und Walkenried sowie ohne die Samtgemeinde Hattorf am Harz |
| 2025–     | 53 Göttingen I        | Landkreis Göttingen ohne die Gemeinden Osterode am Harz, Bad Grund (Harz) und Walkenried sowie ohne die Samtgemeinde Hattorf am Harz |

Die ehemals kreisfreie Stadt Göttingen gehört seit 1964 zum Landkreis Göttingen. Die ehemaligen Landkreise Duderstadt und Münden gehören seit 1973 zum Landkreis Göttingen und der ehemalige Landkreis Osterode am Harz seit 2016.

## Wahlkreisabgeordnete
| Wahl | Abgeordneter | Abgeordneter            | Partei | Stimmen in % |
| ---- | ------------ | ----------------------- | ------ | ------------ |
| 1949 |              | Arno Hennig             | SPD    | 31,6         |
| 1953 |              | Walter Drechsel a       | FDP    | 54,3         |
| 1957 |              | Franz Blücher b         | DP     | 39,5         |
| 1961 |              | Günter Frede            | SPD    | 43,0         |
| 1965 |              | Willy Steinmetz         | CDU    | 47,0         |
| 1969 |              | Günter Wichert          | SPD    | 47,8         |
| 1972 | 52,5         | Günter Wichert          | SPD    |              |
| 1976 |              | Lothar Curdt            | SPD    | 46,3         |
| 1980 | 47,9         | Lothar Curdt            | SPD    |              |
| 1983 |              | Hans Hugo Klein         | CDU    | 46,9         |
| 1987 |              | Rita Süssmuth           | CDU    | 44,9         |
| 1990 | 48,5         | Rita Süssmuth           | CDU    |              |
| 1994 | 46,9         | Rita Süssmuth           | CDU    |              |
| 1998 |              | Inge Wettig-Danielmeier | SPD    | 48,2         |
| 2002 | 47,4         | Inge Wettig-Danielmeier | SPD    |              |
| 2005 |              | Thomas Oppermann        | SPD    | 46,8         |
| 2009 | 36,8         | Thomas Oppermann        | SPD    |              |
| 2013 | 40,4         | Thomas Oppermann        | SPD    |              |
| 2017 | 34,9         | Thomas Oppermann        | SPD    |              |
| 2021 |              | Andreas Philippi        | SPD    | 32,2         |
| 2025 |              | Fritz Güntzler          | CDU    | 29,1         |

## Wahlergebnisse

### Bundestagswahl 2025
| Kandidaten                                            | Kandidaten                  | Parteien/Listen     | Erststimmen | Erststimmen | Zweitstimmen | Zweitstimmen |
| Kandidaten                                            | Kandidaten                  | Parteien/Listen     | Stimmen     | %           | Stimmen      | %            |
| ----------------------------------------------------- | --------------------------- | ------------------- | ----------- | ----------- | ------------ | ------------ |
|                                                       | Thorsten Heinze             | SPD                 | 44.620      | 25,6        | 38.345       | 22,0         |
|                                                       | Fritz Güntzlergewählt im WK | CDU                 | 50.738      | 29,1        | 44.788       | 25,6         |
|                                                       | Viola von Cramon-Taubadel   | GRÜNE               | 26.770      | 15,4        | 27.390       | 15,7         |
|                                                       | Konstantin Kuhle            | FDP                 | 6.320       | 3,6         | 6.911        | 4,0          |
|                                                       | Erik Heß                    | AfD                 | 24.752      | 14,2        | 25.266       | 14,5         |
|                                                       | Thomas Goes                 | DIE LINKE           | 15.937      | 9,1         | 19.429       | 11,1         |
|                                                       | —                           | Tierschutzpartei    | –           | –           | 1.864        | 1,1          |
|                                                       | —                           | dieBasis            | –           | –           | 300          | 0,2          |
|                                                       | —                           | Die PARTEI          | –           | –           | 756          | 0,4          |
|                                                       | Dirk Kaitschick             | FREIE WÄHLER        | 2.217       | 1,3         | 1.126        | 0,6          |
|                                                       | —                           | Piraten             | –           | –           | 262          | 0,2          |
|                                                       | Tarek Zaibi                 | Volt                | 2.557       | 1,5         | 1.199        | 0,7          |
|                                                       | —                           | PdH                 | –           | –           | 127          | 0,1          |
|                                                       | Kay Langemeier              | MLPD                | 292         | 0,2         | 84           | 0,0          |
|                                                       | —                           | Bündnis Deutschland | –           | –           | 179          | 0,1          |
|                                                       | —                           | BSW                 | –           | –           | 6.601        | 3,8          |
| Gesamt                                                | Gesamt                      | Gesamt              | 174.203     | 100         | 174.627      | 100          |
|                                                       |                             |                     |             |             |              |              |
| Ungültige Stimmen                                     | Ungültige Stimmen           | Ungültige Stimmen   | 1.341       | 0,8         | 917          | 0,5          |
| Wähler                                                | Wähler                      | Wähler              | 175.544     | 83,5        | 175.544      | 83,5         |
| Wahlberechtigte                                       | Wahlberechtigte             | Wahlberechtigte     | 210.201     |             | 210.201      |              |
|                                                       |                             |                     |             |             |              |              |
| Quellen: Die Bundeswahlleiterin, Kandidaten – Stimmen |                             |                     |             |             |              |              |

### Bundestagswahl 2021
| Kandidaten                                             | Kandidaten                    | Parteien/Listen   | Erststimmen | Erststimmen | Zweitstimmen | Zweitstimmen |
| Kandidaten                                             | Kandidaten                    | Parteien/Listen   | Stimmen     | %           | Stimmen      | %            |
| ------------------------------------------------------ | ----------------------------- | ----------------- | ----------- | ----------- | ------------ | ------------ |
|                                                        | Andreas Philippigewählt im WK | SPD               | 51.385      | 32,2        | 51.180       | 31,9         |
|                                                        | Fritz Güntzler                | CDU               | 42.958      | 26,9        | 34.588       | 21,6         |
|                                                        | Jürgen Trittin                | GRÜNE             | 37.060      | 23,2        | 32.448       | 20,2         |
|                                                        | Konstantin Kuhle              | FDP               | 15.261      | 9,6         | 15.638       | 9,8          |
|                                                        | Thomas Goes                   | DIE LINKE         | 8.057       | 5,1         | 8.132        | 5,1          |
|                                                        | Gabriele Winkel               | dieBasis          | 3.428       | 2,1         | 1.570        | 1,0          |
|                                                        | Olaf Töpperwien               | LKR               | 767         | 0,5         | 78           | 0,0          |
|                                                        | Manfred Sohn                  | DKP               | 329         | 0,2         | 73           | 0,0          |
|                                                        | Kay Langemeier                | MLPD              | 232         | 0,1         | 46           | 0,0          |
|                                                        | –                             | AfD               | –           | –           | 9.785        | 6,1          |
|                                                        | –                             | Tierschutzpartei  | –           | –           | 1.713        | 1,1          |
|                                                        | –                             | Die PARTEI        | –           | –           | 1.625        | 1,0          |
|                                                        | –                             | FREIE WÄHLER      | –           | –           | 1.259        | 0,8          |
|                                                        | –                             | PIRATEN           | –           | –           | 569          | 0,4          |
|                                                        | –                             | Volt              | –           | –           | 512          | 0,3          |
|                                                        | –                             | Team Todenhöfer   | –           | –           | 379          | 0,2          |
|                                                        | –                             | NPD               | –           | –           | 174          | 0,1          |
|                                                        | –                             | Die Humanisten    | –           | –           | 164          | 0,1          |
|                                                        | –                             | ÖDP               | –           | –           | 136          | 0,1          |
|                                                        | –                             | V-Partei³         | –           | –           | 125          | 0,1          |
|                                                        | –                             | du.               | –           | –           | 111          | 0,1          |
| Gesamt                                                 | Gesamt                        | Gesamt            | 159.477     | 100         | 160.305      | 100          |
|                                                        |                               |                   |             |             |              |              |
| Ungültige Stimmen                                      | Ungültige Stimmen             | Ungültige Stimmen | 2.399       | 1,5         | 1.571        | 1,0          |
| Wähler                                                 | Wähler                        | Wähler            | 161.876     | 75,5        | 161.876      | 75,5         |
| Wahlberechtigte                                        | Wahlberechtigte               | Wahlberechtigte   | 214.542     |             | 214.542      |              |
|                                                        |                               |                   |             |             |              |              |
| Quellen: Die Bundeswahlleiterin, Kandidaten – Ergebnis |                               |                   |             |             |              |              |

Der direkt gewählte Abgeordnete Andreas Philippi legte zum 24. Januar 2023 sein Bundestagsmandat nieder, um sein Amt als niedersächsischer Minister für Soziales, Arbeit, Gesundheit und Gleichstellung im Kabinett Weil III anzutreten. Der Wahlkreis wird aber weiterhin von den über die jeweiligen Landeslisten in den Bundestag eingezogenen Abgeordneten Fritz Güntzler (CDU) und Konstantin Kuhle (FDP) vertreten. Jürgen Trittin (Grüne) legte sein Mandat zum Jahresende 2023 nieder.

### Bundestagswahl 2017
Zur Wahl am 24. September 2017 wurden 18 Landeslisten zugelassen.
| Direktkandidat     | Partei           | Erststimmen in % | Zweitstimmen in % |
| ------------------ | ---------------- | ---------------- | ----------------- |
| Fritz Güntzler     | CDU              | 33,26            | 30,22             |
| Thomas Oppermann   | SPD              | 34,91            | 28,27             |
| Jürgen Trittin     | GRÜNE            | 11,31            | 11,62             |
| Konrad Kelm        | DIE LINKE        | 5,86             | 8,71              |
| Pierre Hillebrecht | AfD              | 7,02             | 7,94              |
| Konstantin Kuhle   | FDP              | 4,57             | 9,11              |
| Dana Maria Rotter  | PIRATEN          | –                | 0,46              |
| –                  | NPD              | –                | 0,25              |
| Rainer Nowak       | FREIE WÄHLER     | 0,86             | 0,63              |
| Christian Prachar  | Die PARTEI       | 1,27             | 1,05              |
| –                  | Tierschutzpartei | –                | 0,85              |
| –                  | ödp              | –                | 0,10              |
| –                  | Bündnis C        | –                | –                 |
| –                  | DKP              | –                | 0,04              |
| Kay Langemeier     | MLPD             | –                | 0,04              |
| –                  | BGE              | –                | 0,24              |
| –                  | DiB              | –                | 0,19              |
| –                  | DM               | –                | 0,15              |
| –                  | V-Partei³        | –                | 0,13              |

### Bundestagswahl 2013
Zur Wahl am 22. September wurden 14 Landeslisten zugelassen.
| Direktkandidat   | Partei           | Erststimmen in % | Zweitstimmen in % |
| ---------------- | ---------------- | ---------------- | ----------------- |
| Thomas Oppermann | SPD              | 40,4             | 33,1              |
| Fritz Güntzler   | CDU              | 38,2             | 35,9              |
| Jürgen Trittin   | GRÜNE            | 10,2             | 12,2              |
| Gerhard Nier     | DIE LINKE.       | 5,2              | 6,3               |
| Lutz Knopek      | FDP              | 1,6              | 4,1               |
| –                | AfD              | –                | 3,7               |
| Niels-Arne Münch | PIRATEN          | 2,0              | 1,9               |
| Theodor Sommer   | FREIE WÄHLER     | 1,3              | 0,9               |
| Marco Borrmann   | NPD              | 1,1              | 0,8               |
| –                | Tierschutzpartei | –                | 0,7               |
| –                | pro Deutschland  | –                | 0,1               |
| –                | REP              | –                | 0,1               |
| –                | PBC              | –                | 0,1               |
| –                | MLPD             | –                | 0,0               |

### Bundestagswahl 2009
Die Bundestagswahl 2009 hatte folgendes Ergebnis:
| Direktkandidat   | Partei                | Erststimmen in % | Zweitstimmen in % | Bundestagswahl 2005 Zweitstimmen in % |
| ---------------- | --------------------- | ---------------- | ----------------- | ------------------------------------- |
| Thomas Oppermann | SPD                   | 36,8             | 29,6              | 42,1                                  |
| Hartwig Fischer  | CDU                   | 34,4             | 28,8              | 30,5                                  |
| Jürgen Trittin   | Bündnis 90/Die Grünen | 13,0             | 14,4              | 10,7                                  |
| Lutz Knopek      | FDP                   | 6,6              | 13,4              | 9,0                                   |
| Gerd Nier        | Die Linke             | 7,6              | 8,9               | 5,2                                   |
| –                | Die Tierschutzpartei  | –                | 0,7               | 0,5                                   |
| Michael Hahn     | NPD                   | 1,4              | 1,3               | 1,3                                   |
| –                | PIRATEN               | –                | 2,2               | –                                     |
| –                | RRP                   | –                | 0,4               | –                                     |
| Bayram Kurnaz    | unabhängig            | 0,2              | –                 | –                                     |